# Euglossini
Los euglosinos (Euglossini) o abejas de las orquídeas, son una tribu de himenópteros apócritos de la familia Apidae que incluye más de 200 especies. Su distribución geográfica se extiende desde el norte de México hasta la Argentina, con una sola especie que llega al sur de los Estados Unidos. Son abejas de color metálico brillante, verdes en muchos casos. Otras son azules, purpúreas, doradas o rojas. Algunas son negras con pelos blancos o amarillos y se parecen a los abejorros, con los cuales están emparentadas.
Son abejas robustas, de entre 8 y 30 mm (milímetros). Tienen lengua (glosa) muy larga, en algunos casos dos veces más larga que el cuerpo, de allí proviene el nombre Euglossa (verdadera lengua).
El grupo de las abejas de las orquídeas (Euglossini) está compuesto por cinco géneros bien definidos (Aglae, Eufriesea, Euglossa, Eulaema y Exaerete), presentes únicamente en la Región Neotropical (Kimsey & Dressler 1986, Kimsey 1987). La tribu Euglossini está ubicada dentro de la subfamilia Apinae, junto con los abejorros sociales (Bombini), las abejas sin aguijón (Meliponini) y las abejas de miel (Apini).

## Ecología

### Polinización de orquídeas
Los machos se caracterizan por colectar esencias aromáticas de ciertos tipos de orquídeas, especialmente miembros de las subtribus Catasetinae, Coeliopsidinae y Stanhopeinae. Estas orquídeas no ofrecen alimentos a sus polinizadores, no tienen néctar y el polen no está disponible como alimento. Las abejas hembras no las visitan, pero los machos son atraídos por su fuerte aroma. Esponjan los compuestos aromáticos con cepillos de sus patas anteriores y después los almacenan en receptáculos especiales en sus patas posteriores.
Se piensa que usan estos aceites esenciales en la producción de atractivos sexuales, pero aún no se ha acomprobado esa hipótesis. De esta forma efectúan la polinización de orquídeas. Las hembras, en cambio, colectan polen y néctar de otras flores como lo hacen la mayoría de las especies de abejas, polinizando tales plantas.
Es posible atraer a los machos de algunas de sus especies usando aromas artificiales y por eso se los ha podido observar bien.

### Ciclo vital
Todos los grupos cercanos evolutivamente a las abejas euglossinas son eusociales (altamente sociales), no obstante las abejas de las orquídeas son tan solitarias que a veces anidan comunalmente, pero nunca son eusociales (Zucchi et al. 1969b, Dressler 1982d, Garófalo 1985, Eberhard 1989, Roubik 1990, Cameron & Ramírez 2001). Por esta razón la tribu Euglossini es considerada como un grupo clave para entender la evolución del comportamiento altamente social. Muchas especies forman colonias o grupos de nidos muy próximos unos a otros y a veces hasta comparten un nido pero cada hembra construye sus propias celdillas para sus crías. Es decir, que no son precisamente sociales sino solitarias o a lo sumo presociales.
Solamente se conocen los nidos de unas pocas especies. Son construidos en cavidades en la madera o en las raíces de helechos, en tallos de bambú, nidos de termitas, bajo frondas de palmeras, en grietas, bajo puentes y también en techos de construcciones humanas. La hembra forra el interior del nido con resinas y en algunos casos cierra el nido con resina durante la noche.
Las euglosinas del género Exaerete y del género Aglae son todas parásitas de otras especies de esta tribu, por lo que no construyen sus propios nidos.

## Filogenia
Existe consenso general en considerar la tribu Euglossini como grupo monofilético (Kimsey 1982, 1987, Michener 1990, Engel 1999) sin embargo la posición filogenética de la tribu dentro del grupo de abejas corbiculadas o Apinae es incierta (Winston & Michener 1977, Kimsey 1987, Engel 1999, Cameron & Mardulyn 2001 y referencias allí incluidas) al mismo tiempo que las relaciones filogenéticas entre los géneros de la tribu no son, aún, del todo claras (Kimsey 1982, 1987, Michener 1990, Engel 1999, Cameron & Mardulyn 2001). No obstante la naturaleza monofilética de cada género parece ser indiscutible (Kimsey 1987).

## Taxonomía
Los 5 géneros de Euglossini son:
- Aglae Lepeletier & Serville, (1825). 1 especies. Distribución geográfica bosque de Bolivia y Colombia con registro al este de Panamá.

- Eufriesea Cockerell (1908): 52 especies. Distribución geográfica sur de la provincia de Córdoba, Argentina, Chubut, y norte del estado de Sinaola, Chuhuahua, y San Luis Potosí, México

- Euglossa Latreille (1802). 103 especies. Distribución geográfica norte de Paraguay por el tropica a estado de Sonora y Tamaulipas, México; también en Jamaica.

- Eulaema Lepeletier (1841). 25 especies. Distribución geográfica Santa Catarina, Brasil; Misiones, Argentina; y Paraguay, norte del trópico a Sonora y Tamaulipas, México; y, Texas, EE. UU..

- Exaerete Hoffmannsegg (1817). 6 especies. Distribución geográfica Provincia de Tucumán, Argentina, norte por el trópico al estado de Nuevo León, Chihuahua y Nayarit, México.